# Túpolev Tu-22
El Túpolev Tu-22 (en ruso: Ту́полев Ty-22, designación OTAN: Blinder) fue un bombardero supersónico de tres plazas construido por la Unión Soviética a partir de 1960. Se fabricaron unas 311 unidades en sus distintas variantes.
Producido en números comparativamente pequeños, la aeronave fue una decepción, ya que carecía del alcance intercontinental esperado. Más adelante en su vida útil, los Tu-22 se usaron como plataformas de lanzamiento para el misil soviético Kh-22, y como aviones de reconocimiento. Los Tu-22 fueron vendidos a otras naciones, incluyendo Libia e Irak. El Tu-22 fue uno de los pocos bombarderos soviéticos que entraron en combate; los Tu-22 libios se usaron contra Tanzania y Chad, y los Tu-22 iraquíes se usaron durante la Guerra Irán-Irak.

## Desarrollo
El bombardero supersónico Tu-22 fue desarrollado, desde su inicio, para ser un bombardero de alta velocidad y el reemplazo programado del anterior bombardero de largo alcance, el Tu-16, que fue el primer bombardero bimotor con turborreactores en servicio de la Unión Soviética, derivado directamente del diseño del bombardero con motores de hélice Tu-4. 
El diseño, designado Samolet 105 por Túpolev, comenzó a fabricarse en 1955, pero el primer vuelo del prototipo no ocurrió hasta el 21 de junio de 1958. La disponibilidad de motores más potentes y el reciente descubrimiento realizado por Richard Whitcomb de la NACA, de la regla del área, que reducía la resistencia transónica, llevó a la construcción de un prototipo revisado, el 105A. Su primer vuelo se realizó el 7 de septiembre de 1959, lo que permitió que los vuelos de pruebas fueran realizados por los dos prototipos en simultáneo.
El primer vuelo del bombardero fabricado en serie, el Tu-22B, fue el 22 de septiembre de 1960, y fue presentado en el desfile del Día de la Aviación de Tushino del 9 de julio de 1961. En un principio recibió la designación OTAN de Bullshot, pero fue retirado por inapropiado, posteriormente como Beauty pero parecía demasiado elogioso, y finalmente como Blinder. Los tripulantes soviéticos utilizaron el sobrenombre de shilo (punzón) por su forma.
El Tu-22 entró en servicio entre 1962 y 1963, pero sufrió numerosos problemas y accidentes. Uno de sus principales fallos era la tendencia del fuselaje en sobrecalentarse, por la alta velocidad, reduciendo su maniobrabilidad. La velocidad de aterrizaje era 100 km/h mayor que la de los anteriores bombarderos, por la forma de sus alas especialmente diseñadas para vuelos de alta velocidad, y tenía tendencia a cabecear y golpear la cola en el aterrizaje. El tren de aterrizaje podía llegar a colapsarse con serias consecuencias cuando llevaba armas, por la alta velocidad de aterrizaje. Incluso después de que las dificultades iniciales fuesen solucionadas, el Tu-22 nunca fue fácil de manejar y necesitaba mucho mantenimiento.
Cuando la variante Tu-22B (Blinder-A) entró en servicio, demostró que su capacidad operacional era limitada. Aunque más rápido que los anteriores bombarderos, su alcance de combate, capacidad de armas y servicio eran inferiores a los del anterior bombardero Tu-16. Nikita Jrushchov pensaba que los nuevos ICBM (misiles balísticos) eran el futuro para la disuasión militar soviética y la fabricación de los nuevos aviones bombarderos, como el programa del Tu-22, estuvieron en peligro de ser cancelados, para ser reemplazados totalmente por los misiles. Como resultado, sólo se fabricaron entre 15 y 20 unidades del Tu-22B.
En 1962 entró en servicio el modelo de reconocimiento, el Tu-22R (Blinder-C), que fue desarrollado al mismo tiempo que el bombardero. El nuevo Tu-22R tenía una manguera para el reabastecimiento en vuelo, que fue posteriormente incluida en la mayoría de los Tu-22, aumentando su radio de acción. Se construyeron 127 unidades en total, de las que 62 fueron a la Armada Soviética para reconocimiento marítimo. Algunos de estos aviones fueron exportados como Tu-22B tras eliminar parte del equipo de cámaras y sensores, aunque en otros aspectos seguían siendo más parecidos a los nuevos y mejorados Tu-22R, que a los primeros bombarderos Tu-22B.
También se fabricó una variante de entrenamiento, el Tu-22U (Blinder-D), con una cabina elevada para el instructor y el piloto en prácticas. El Tu-22U no llevaba el cañón de cola y no tenía capacidad de combate. Se construyeron 46 unidades.
Para mejorar su capacidad ofensiva, fue desarrollada una versión con un misil, el Tu-22K (Blinder-B), que podía llevar un único misil Raduga Kh-22 (AS-4 Kitchen), tras modificar la bodega de carga. El Tu-22K fue desplegado en la Aviación Estratégica y en la Aviación Naval.
La última variante del Tu-22, el Tu-22P (Blinder-E), fue una versión para guerra electrónica, utilizada inicialmente para la recolección de información ELINT. Algunos aparatos fueron convertidos para servir como contramedidas electrónicas (ECM) para apoyo de los Tu-22K. Generalmente se destinaba un escuadrón de esta variante en cada regimiento.
El Tu-22 fue exportado a Irak y Libia en los años 70. Una petición egipcia fue denegada tras el enfriamiento de las relaciones egipcio-soviéticas al comienzo de la guerra de Yom Kipur.

## Diseño
El Tu-22 era un bombardero pesado de largo alcance y alta velocidad que utilizaba una configuración de ala en flecha con 55° de inclinación. Llevaba dos turborreactores, originalmente Dobrinin VD-7M y después Kolesov RD-7M2, que estaban situados en la parte trasera del fuselaje, en la base del timón de profundidad, característico en los aviones Túpolev. El tren de aterrizaje principal estaba colocado en contenedores situados bajo cada ala. El ángulo de las alas mejoraba la resistencia en velocidades transónicas, pero aumentaba la velocidad de aterrizaje y necesitaba mayor pista para los despegues.
En la cabina del Tu-22, el piloto se situaba delante, ligeramente a la izquierda, con el oficial de armamento detrás y el navegador abajo, dentro del fuselaje, que entraban a la nave por compuertas ubicadas bajo el fuselaje central, en unos asientos especiales que bajaban con un mecanismo hidráulico como un ascensor, en un diseño único en su tipo que le daba la apariencia de una nave futurista, y la tripulación, en caso de una emergencia, tenía que saltar en paracaídas desde los asientos por las compuertas inferiores de la nave para evitar las tomas de aire de los motores, que estaban sobre el fuselaje central de la nave, en la base del timón vertical de cola, en una posición alta que complicaba el mantenimiento de los mismos. El diseño de la cabina ofrecía poca visibilidad y su ergonomía no era buena, el diseño de los asientos era pesado y de alto coste, por lo que este nuevo diseño de asientos, que prometía ser el futuro de los aviones, no se aplicó en otros aviones bombarderos.
El tren de aterrizaje principal se guardaba en pequeños contenedores bajo las alas, en forma similar al anterior diseño del bombardero Tu-16, lo que aumentaba la presión sobre las alas a velocidades supersónicas y durante el aterrizaje, aumentando el coste de mantenimiento y limitando su vida operativa. Esto se cambió en el diseño posterior del bombardero Tu-22M, para guardar el tren de aterrizaje bajo el fuselaje central. El tren de aterrizaje delantero se guardaba bajo el fuselaje central, en una posición adelantada bajo la cabina de mando del piloto, de forma más convencional. 
El armamento defensivo del Tu-22, manejado por el oficial de armas, consistía en una torreta en la cola, entre los motores, que contenía uno o dos cañones AM-23 de 23 mm, con 250 proyectiles cada uno. La torreta estaba dirigida por un pequeño radar de puntería PRS-3A Argon a control remoto, para compensar la falta de visibilidad del oficial de combate, sentado bajo la cabina de mando.
La carga principal del avión se alojaba en una bodega interna en el fuselaje, capaz de transportar hasta 24 bombas de propósito general FAB-500, una bomba FAB-9000, o diversos artefactos nucleares. En la variante Tu-22K, la bodega llevaba un misil Raduga Kh-22 (AS-4 Kitchen) semioculto.
Los primeros Tu-22B utilizaban un sistema de bombardeo óptico, que mantuvo la nueva variante mejorada Tu-22R con un radar de navegación/ataque Rubin-1A. El Tu-22K llevaba un Leinents PN (Down Beat) para guiar al misil Kh-22. El nuevo Tu-22R podía llevar un sistema de cámaras o un sistema de interferencias APP-22 en la bodega de bombas. Algunos Tu-22R llevaban el sistema ELINT Kub, además de escáneres y cámaras infrarrojas.

## Historia operacional

### Libia

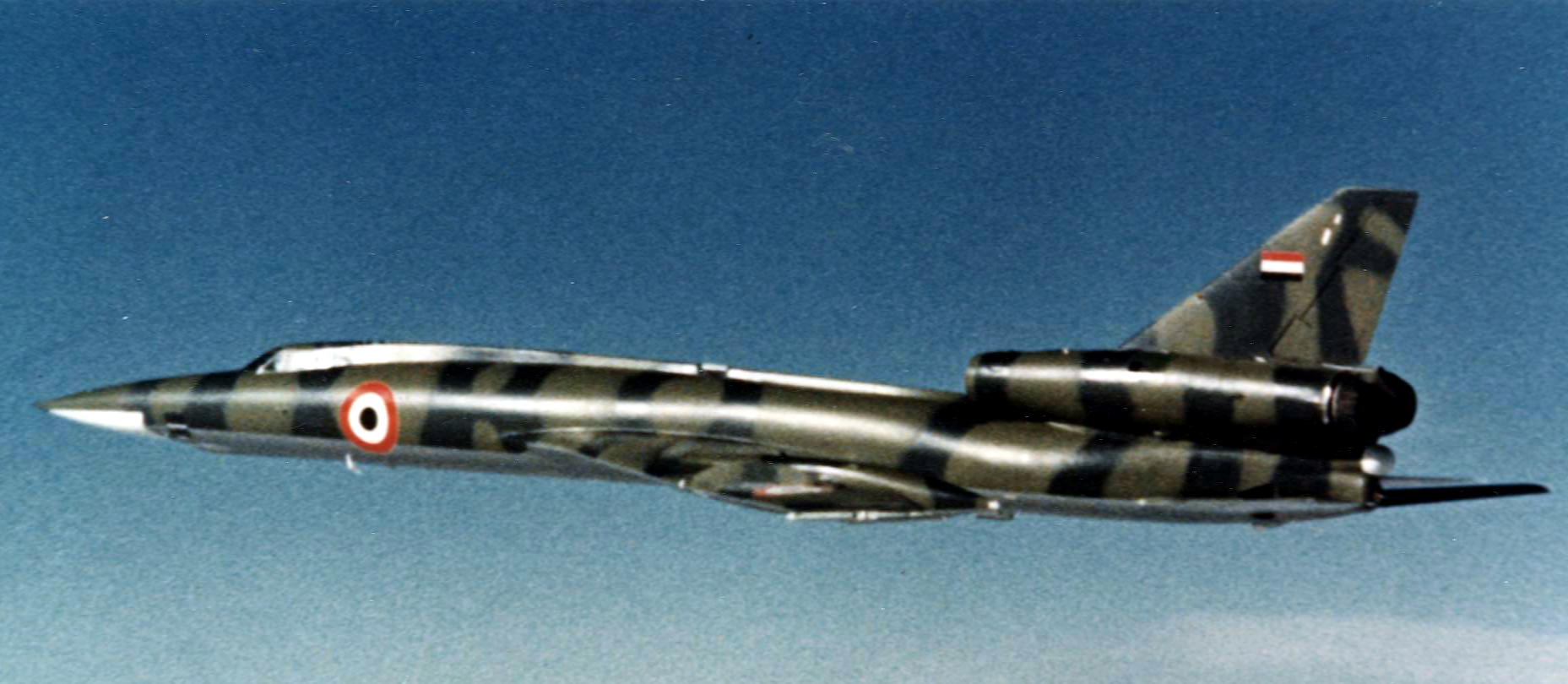
Un Túpolev Tu-22 libio en 1977.

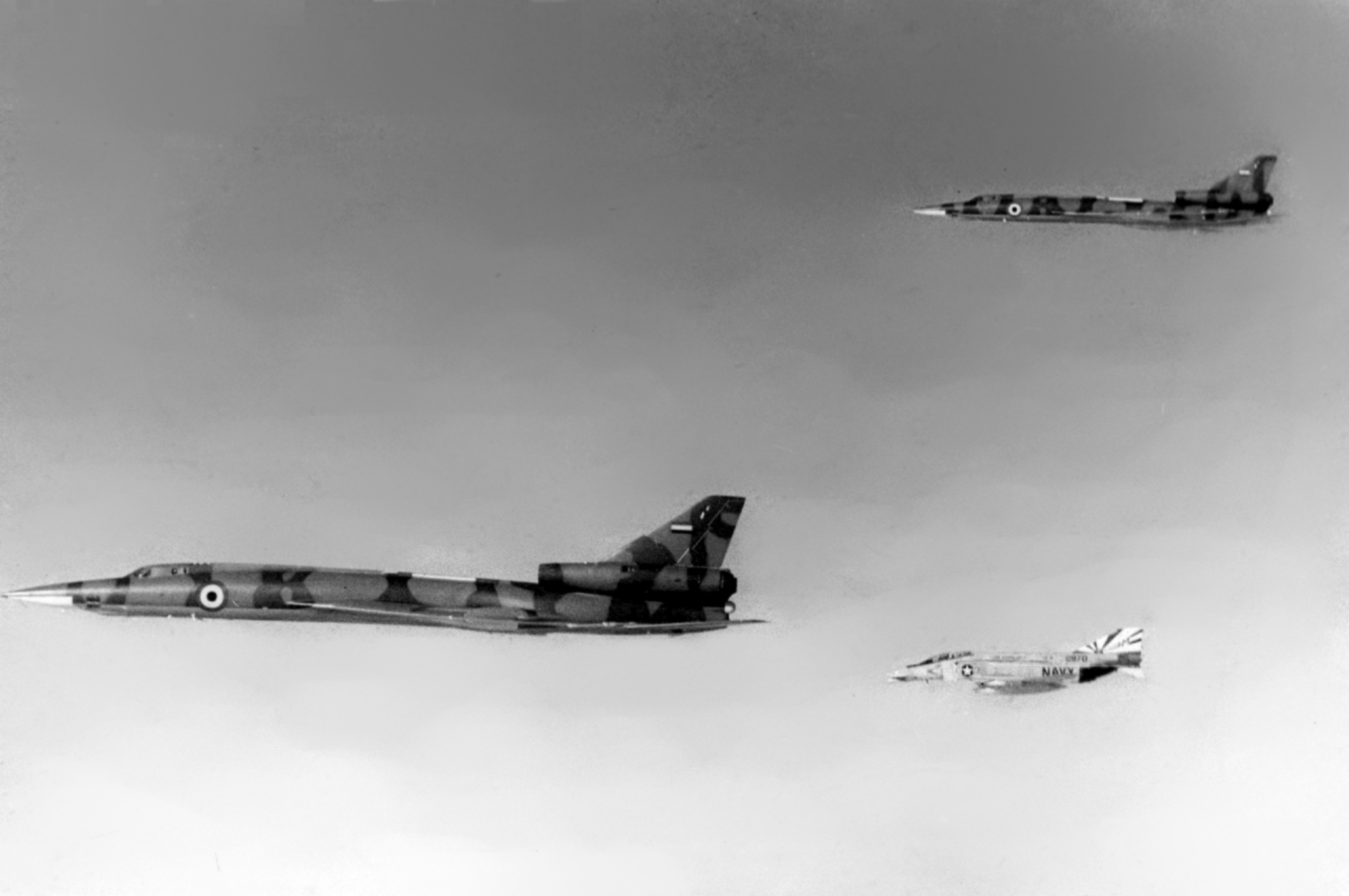
Un F-4N de la Marina de los Estados Unidos intercepta los Tu-22 que se entregaron a Libia en 1977.

La Fuerza Aérea de la República Árabe Libia (LARAF) usó el Tu-22 en combate contra Tanzania en 1979, como parte de la Guerra Uganda-Tanzania, para ayudar a sus aliados ugandeses, con un solo Tu-22 volando una misión de bombardeo totalmente infructuosa contra la ciudad de Mwanza el 29 de marzo de 1979.
Los aviones libios también se utilizaron contra Chad como parte del conflicto chadiano-libio, con ataques al oeste de Sudán y Chad. El Tu-22 libio realizó su primera misión en Chad el 9 de octubre de 1980 contra las fuerzas de Hissène Habré cerca de la capital de Chad, Yamena. Ocasionales bombardeos por parte de pequeños números de Tu-22 contra objetivos en Chad y Sudán, incluido un ataque a Omdurman en septiembre de 1981, en el que murieron tres civiles e hirieron a otros 20, continuaron realizándose hasta que se estableció un alto el fuego en noviembre del mismo año.
Los combates se reanudaron en julio de 1983, con el poder aéreo de Libia, incluidos sus Tu-22 utilizados en ataques contra las fuerzas leales a Habré, antes de que un nuevo alto el fuego detuviera los combates hasta que las fuerzas asistidas por Libia comenzaron una nueva ofensiva a principios de 1986. El 17 de febrero de 1986, en represalia por la Operación Épervier francesa (que había llegado a la pista de la base aérea libia Ouadi Doum un día antes), un solo Tu-22B de la LARAF atacó el aeródromo en Yamena. Manteniéndose bajo la cobertura del radar francés, volando a baja altura sobre el desierto durante más de 1127 km (700 mi), aceleró a más de Mach 1, subió a 5030 m (16 503 pies) y dejó caer tres bombas pesadas. A pesar de la considerable velocidad y altura, el ataque fue extremadamente preciso: dos bombas cayeron en la pista, una demolió la calle de rodaje y el aeródromo permaneció cerrado durante varias horas como consecuencia. El bombardero se encontró con problemas técnicos en su viaje de regreso. Aviones de reconocimiento de alerta temprana de Estados Unidos, con base en Sudán, monitorearon las llamadas de socorro enviadas por el piloto del Tu-22, que probablemente se estrelló antes de llegar a su base en Aouzou (tal vez alcanzado armas antiaéreas que se dispararon en el aeropuerto de Yamena). El 19 de febrero, otro Tu-22 de la LARAF intentó bombardear Yamena una vez más. El Tu-22 fue interceptado por una patrulla del Armée de l'air de cazas Mirage F-1C, y siendo derribado a 110 kilómetros de la capital de Chad. Un bombardero fue derribado por misiles tierra-aire 2K12 Kub (SA-6) durante un ataque con bombas en una base libia abandonada en Aouzou, el 8 de agosto de 1987. Un informe de un testigo presencial sugiere que el piloto se eyectó pero su paracaídas fue visto ardiendo.
Otro Blinder se perdió en la mañana del 7 de septiembre de 1987, cuando dos Tu-22B realizaron un ataque contra Yamena. Una batería francesa de SAM MIM-23 Hawk del 402 Regimiento de Defensa Aérea derribó uno de los bombarderos, muriendo la tripulación de Alemania del Este. Este ataque fue la última participación del Túpolev Tu-22 en el conflicto chadiano-libio.
El último vuelo de un Blinder de Libia se registró el 7 de septiembre de 1992. Es probable que ahora no estén disponibles debido a la falta de piezas de repuesto, aunque siete son visibles en la Base Aérea de Al Jufra en las siguientes coordenadas: 29°11′58.18″N 16°00′26.17″E. Según informes, fueron reemplazados por Su-24.

### Irak
El Tu-22 participa en las operaciones ofensivas a partir del primer día de la guerra Irán-Irak, cuando un Tu-22, apostado en la Base aérea H-3, atacó un depósito de combustible durante el bombardeo del Aeropuerto Internacional Mehrabad en Teherán, en conjunto con otros ataques iraquíes, que dio lugar a una escasez de combustible de aviación para los iraníes en el período temprano de la guerra. Por el contrario, estos primeros ataques fueron relativamente ineficaces, con muchos ataques abortados debido a la defensa aérea iraní y siendo interrumpidas las operaciones por fuertes ataques aéreos iraníes contra campos de aviación iraquíes capaces de manejar el Tu-22. Irán afirmó el derribo de tres Tu-22 durante octubre de 1980, uno en Teherán el 6 de octubre y dos en 29 de octubre, uno cerca de Najafabad, derribado por un misil AIM-54 Phoenix lanzado por un interceptor F-14, y otro cerca de Qom.
Irak desplegó sus Tu-22 durante la “guerra de las ciudades”, en vuelos de ataques aéreos contra Teherán, Isfahán y Shiraz; estos ataques se complementaron con misiles Scud iraquíes y Al Hussein, e Irán tomando represalias contra las ciudades iraquíes con sus propios Scud. La Fuerza Aérea Iraquí fue particularmente un entusiasta usuario de la gigantesca bomba polivalente FAB-9000, que los Tu-22 podrían desplegar con impresionante precisión, utilizando técnicas en enfrentamiento a distancia y permitiendo al avión escapar de la represalia del fuego antiaéreo. El uso de la bomba FAB-9000 era tan pesada que los iraquíes debieron fabricar su propia versión, llamada el Nassir-9.
Los Tu-22 iraquíes también fueron desplegados en las últimas etapas de la “guerra de los petroleros”. El 19 de marzo de 1988, cuatro Tu-22, junto con seis Mirage F1, llevaron a cabo una incursión contra petroleros iraníes cerca de la isla de Jark. Un Tu-22 logró hundir un superpetrolero, mientras los Exocet de los Mirage F1 dañaron otro petrolero. Un segundo ataque contra la isla de Kharg más tarde el mismo día fue menos exitoso, con la alerta de las defensas iraníes, en el que dos Tu-22 son derribados, junto con varios otros aviones iraquíes. Estas fueron las operaciones finales realizadas por los Tu-22 durante la guerra Irán-Irak.

### Unión Soviética
El único uso de combate soviético del Tu-22 ocurrió en 1988, durante la retirada soviética de la guerra en Afganistán. A los perturbadores electrónicos Tu-22P Blinder-E se les encomendó la tarea de cubrir la ruta de retirada de regreso a la Unión Soviética. La aeronave Tu-22PD de interferencia de radar cubrió de manera efectiva a los nuevos bombarderos Tu-22M3 Backfire-C que operan desde el aeródromo Mary-2 en la SSR de Turkmenistán en misiones en Afganistán cerca de la frontera con Pakistán. Protegieron el avión de ataque contra la actividad de defensa aérea paquistaní de los cazas F-16 y suprimieron los sistemas de radar que podrían ayudar a los ataques de los mismos contra los bombarderos soviéticos en la región fronteriza. A las tripulaciones de Tu-22PD también se les encomendaron misiones de reconocimiento fotográfico para evaluar los daños causados por las bombas, además de sus misiones primarias de guerra electrónica.

### Retirada
Los Tu-22 fueron retirados del servicio gradualmente en la Fuerza Aérea Soviética, para ser reemplazados por una nueva variante, que parece ser un bombardero completamente nuevo, el Tu-22M. Tras la disolución de la Unión Soviética, 154 unidades permanecían en servicio, pero no se cree que pudiesen volar. Más de 70 aviones se perdieron en accidentes, debido a sus problemas de diseño, alta velocidad necesaria para aterrizar y poca visibilidad de la cabina, por su diseño de alta velocidad, las alas muy aflechadas y delgadas, era una aeronave difícil de controlar a baja altitud y velocidad, donde el aire es más denso, húmedo y pesado, y se necesita otro diseño de alas para lograr un mejor control de la misma.
La mayor parte de la aviación iraquí que sobrevivió a la Guerra Irán-Irak fue destruida posteriormente en la Guerra del Golfo de 1991. Los aviones de Libia pueden estar inactivos, debido a la falta de piezas de repuesto y la fatiga de su estructura. Varios Tu-22 de Libia fueron destruidos en tierra, durante los ataques de la OTAN a Libia en marzo de 2011.
Es posible que los aviones de Ucrania sigan estando operativos, como aviones de mando y radar tipo "Hawkeye", aunque el IISS y otras fuentes no señalan que se encuentren en servicio en su inventario.

## Variantes
Se fabricaron un total de 311 unidades del Tu-22, finalizando su producción en 1969.
Tu-22B
Variante original de bombardero. Sólo se construyeron 15 unidades, para ser utilizadas para pruebas y entrenamiento de pilotos.
Tu-22R, RD, RK, RDK
Avión de reconocimiento, manteniendo la capacidad de bombardero opcional. El sufijo -K señala que algunos aviones iban equipado con sistemas ELINT Kub en los años 70. Se fabricaron unas 127 unidades, incluyendo el modelo RDM.
Tu-22RDM
Versión actualizada de reconocimiento, convertida a partir del modelo RD a principios de los años 80, con instrumentos en un contenedor desechable bajo el fuselaje central de la aeronave.
Tu-22P, PD
Variante para guerra electrónica/ELINT. Se fabricaron 47 unidades.
Tu-22K, KD
Versión con misil, fabricada en 1965 y equipada con un misil Radyga Kh-22. Se construyeron 76 unidades, incluyendo los modelos KP/KPD.
Tu-22KP, KPD
Versión de bombardeo/guerra electrónica, introducida hacia 1968, que llevaba un misil antirradar Kh-22P.
Tu-22U, UD
Nueva variante de entrenamiento de pilotos, se construyeron 46 unidades.
El sufijo -D (de dalni, largo alcance) señala que el avión puede reabastecerse de combustible en vuelo para aumentar su alcance.

## Especificaciones (Tu-22R)
Referencia datos: Tu-22

### Características generales
- Tripulación: Tres (piloto, navegador y oficial de armas)
- Longitud: 41,6 m (136,5 ft)
- Envergadura: 23,2 m (76 ft)
- Altura: 10,1 m (33,2 ft)
- Superficie alar: 162 m² (1743,8 ft²)
- Peso cargado: 85 000 kg (187 340 lb)
- Peso máximo al despegue: 92 000 kg (202 768 lb)
- Planta motriz: 2× turborreactor Dobrynin RD-7M-2.
  - Empuje normal: 107,2 kN (10 931 kgf; 24 100 lbf) de empuje cada uno.
  - Empuje con postquemador: 161 kN (16 417 kgf; 36 194 lbf) de empuje cada uno.

### Rendimiento
- Velocidad máxima operativa (Vno): 1510 km/h (938 MPH; 815 kt) Mach 1.2
- Alcance: 4900 km (2646 nmi; 3045 mi)
- Techo de vuelo: 13 300 m (43 635 ft)
- Carga alar: 525 kg/m² (107,5 lb/ft²)
- Empuje/peso: 0.38

### Armamento
- Cañones: 

  - 1x AM-23 de 23 mm con 250 proyectiles en la torreta de cola
- Puntos de anclaje: una bodega interna con una capacidad de 9000 kg, para cargar una combinación de:  
  - Bombas: 

    - 24x FAB-500 de 500 kg
    - 1x FAB-9000

  - Misiles: 

    - 1x misil de crucero Raduga Kh-22

### Aviónica
- Radar de navegación y ataque Rubin-1A
- Escáneres y cámaras infrarrojas
- Sistema de interferencias ECM APP-22
- Sistemas ELINT Kub

## Aeronaves relacionadas

### Desarrollos relacionados
- Túpolev Tu-22M
- Túpolev Tu-98

### Aeronaves similares
- North American A-5 Vigilante
- Convair B-58 Hustler
- Boeing XB-59
- Dassault Mirage IV

### Secuencias de designación
- Secuencia Tu-_ (interna de Túpolev): ← Tu-16 - Tu-18  - Tu-20/Tu-95 - Tu-22 - Tu-22M/Tu-26 - Tu-28/Tu-128 - Tu-70 →